# 能世あんな
能世 あんな（のせ あんな、1979年〈昭和54年〉3月9日 - ）は、日本の元ファッションモデル、元女優。愛知県名古屋市出身。本名は能瀬 安奈。元テンカラット所属。

## 来歴
能瀬三姉妹の長女で（本名姓）、次女はえれな、三女は香里奈。妹達と同じく、幼少期よりエレクトーンとバレエを習う。
金城学院中学校・高等学校、名古屋音楽大学エレクトーン専攻（作曲学科電子オルガン専攻）卒業。学位は学士（音楽・名古屋音楽大学）。趣味はキックボクシング、作曲。特技はチェロ、バレエ。
2013年6月1日、2004年の舞台で共演した俳優の重松隆志と結婚したが、2014年5月1日に離婚した。
2015年12月31日に女優業を引退した。

## 出演

### 映画
- 陰陽師II（2003年10月、東宝） - 景子 役
- indian summer（2005年8月） - 名波夕子 役
- NANA（2005年9月、東宝） - 早乙女淳子 役
- ROOKIES -卒業-（2009年5月、東宝） - 藤田カオル 役
- おにいちゃんのハナビ（2010年9月、ゴー・シネマ）- 藤沢道子　役
- 縁〜The Bride of Izumo〜（2016年1月） - 里美 役

### テレビドラマ
- 恋文 〜私たちが愛した男〜（2003年10月、TBS系列） - 三上晴江 役
- 特命係長 只野仁（2003年7月 - 9月、テレビ朝日系列） - 鈴木早紀 役
- ミステリー民俗学者 八雲樹 第7話（2004年11月26日、テレビ朝日系列） - 東山昭子 役
- 富豪刑事（2005年1月 - 3月、テレビ朝日系列） - 宮島洋子 役
- 着信アリ（2005年10月 - 12月、テレビ朝日系列） - 柏木真利子 役
- 吾輩は主婦である（2006年5月 - 7月、TBS系列） - つぼみ 役
- もういちど地下鉄に乗って（2006年10月21日、テレビ朝日系列） - 岩下光 役
- メルドラ'08 第3話（2008年3月20日、中京テレビ） - 彩 役
- ROOKIES（2008年4月 - 7月、TBS） - 藤田カオル 役
- 打撃天使ルリ（2008年7月 - 9月、テレビ朝日） - 葛谷美里 役
- リアル・クローズ（2008年、フジテレビ〔関西テレビ制作〕、スペシャルドラマ版） -  木村瑞穂 役
- 歌のおにいさん（2009年1月 - 3月、テレビ朝日） - 藤崎恵 役
- 赤鼻のセンセイ（2009年7月 - 9月、日本テレビ系列） - 千紘 役
- リアル・クローズ（2009年10月 - 12月、フジテレビ〔関西テレビ制作〕、連ドラ版） - 木村瑞穂 役
- 曲げられない女 (2010年1月 - 3月、日本テレビ系列) - 横谷里美 役
- 黄金の豚-会計検査庁 特別調査課- (2010年10月 - 12月、日本テレビ系列) - マリリン 役
- 大切なことはすべて君が教えてくれた（2011年1月 - 3月、フジテレビ） - 金子雅代 役
- 美男ですね（2011年7月15日 - 9月23日、TBS） - 沢木弓子 役
- HUNTER〜その女たち、賞金稼ぎ〜 第4話（2011年11月1日、関西テレビ） - 小川由美 役
- 恋愛ニート〜忘れた恋のはじめ方（2012年1月20日 - 3月、TBS） - 川島サオリ 役
- 家族、貸します 〜ファミリー・コンプレックス〜（2012年7月27日、日本テレビ系列） - 久保琴音 役
- 走馬灯株式会社 第9話（2012年9月10日、TBS） - 野々村玲子 役
- 悪夢ちゃん 第9話（2012年12月8日、日本テレビ系列） - シスターX 役
- オンナ♀ルール 幸せになるための50の掟（2014年1月 - 3月、日本テレビ系列） - 相沢薫 役
- 金曜ロードSHOW!特別ドラマ「磁石男」（2014年6月13日、日本テレビ）
- 翳りゆく夏（2015年1月18日 - 2月15日、WOWOW） - 星野奈月 役
- 保育探偵25時〜花咲慎一郎は眠れない!!〜 第7話（2015年2月27日、テレビ東京） - 水川梢 役

### その他のテレビ番組
- 旅美人（2004年 - 2006年、フジテレビ）

### 舞台
- 心は孤独なアトム "STRAYDOG"&J-TOP Produce 作・演出：森岡利行

### CM
- リンナイ （2001年）
- 興和、キューピーコーワ i
- キヤノン、ワンダーBJ
- HABA
- コミュファ （2009年、中部地区のみ）- 三姉妹共演

### 雑誌
- JJ（光文社） - レギュラーモデル